# شرابی
شرابی قرمزی تیره به رنگ شراب سرخ است. نام این رنگ در انگلیسی برگرفته از شراب بورگوینی است که در منطقه بورگوین فرانسه تولید می‌شود.

## در فرهنگ عامه
مد (پوشاک)
- این رنگ پر استفاده‌ترین رنگ رژ لب در دهه ۱۹۹۰ و اوایل دهه ۲۰۰۰ بود. همچنین هنوز در خرده‌فرهنگ گت یک رنگ پرطرفدار برای رژ لب به‌شمار می‌رود.

ورزش
- ورزشکاران ونزوئلایی در مسابقات بین‌المللی معمولاً شرابی می‌پوشند و نام غیررسمی آنها «شراب سرخ» است
- شرابی و طلایی، رنگ تیم لیگ ملی فوتبال (آمریکا) واشینگتن ردسکینز.
- شرابی آبی، رنگ تیم لیگ ملی هاکی Colorado Avalanche است.
- شرابی رنگ تیم لیگ برتر فوتبال آمریکا باشگاه فوتبال کلرادو رپیدز که با سفید، آبی آسمانی، و خاکستری استفاده می‌شود.

مسافرت
- رنگ جلد پاسپورت‌های اتحادیه اروپا به رنگ شرابی است.